# Holcomycteronus digittatus
Holcomycteronus digittatus är en fiskart som beskrevs av Garman, 1899. Holcomycteronus digittatus ingår i släktet Holcomycteronus och familjen Ophidiidae. Inga underarter finns listade i Catalogue of Life.